# Čelinac
Čelinac (szerbül: Челинац), település és községközpont Bosznia-Hercegovinában, a Bosanska Krajina keleti részén, a Szerb Köztársaságban. 

## Fekvése
A település Bosznia-Hercegovina északi részén, Banja Lukától légvonalban 12, közúton 17 km-re délkeletre, a Vrbanja és a Jošavka-folyók összefolyásánál, 196-540 méteres tengerszint feletti magasságban fekszik.
Čelinac község a Szerb Köztársaság északnyugati, dombos és síkvidéki részén található. Banja Luka, Laktaši, Prnjavor, Kotor Varoš, Teslić és Kneževo községekkel határos. A község déli és délnyugati része 759 méteres tengerszint feletti magasságig, északon pedig a település területileg legnagyobb részén 300-600 méteres tengerszint feletti magasságig terjed. A legalacsonyabb pont 196 méteres magassággal a Jošavka-folyó torkolatánál található. A Čelinac község fontosságát az adja, hogy a Banja Luka-i régió középső részén található, így az egész régiót összekötő fő, regionális közúti és vasúti vonalak áthaladnak a területén. A legfontosabb út az, amely összeköti Čelinacot Banja Lukával, valamint a Banja Luka repülőtérrel és a Zágráb-Belgrád autópályával. Itt halad át a Banja Luka-Doboj vasútvonal, így az önkormányzat minden feltétellel rendelkezik a színvonalas vasúti személy- és teherszállításhoz. A fentiek alapján elmondható, hogy Čelinac település Bosznia-Hercegovinán és a Szerb Köztárasaságon belül is rendkívül kedvező geostratégiai pozícióval rendelkezik.
A község területét a Vrbanja, a Jošavka, az Ukrina, a Turjanica és Švrakava folyók szelik át. A természeti erőforrások közé tartoznak az erdők, a mezőgazdasági területek, az ércek és ásványok: mészkő (Stara Dubrava), magnezit (Šnjegotina velika) és mangán (Uzlomac).

## Éghajlata
Éghajlata mérsékelt-kontinentális, ahol a Pannon-síkság kontinentális éghajlata és a Manjača, a Vlašić és a Čemernica hegyvidéki éghajlatának hatása egyaránt érvényesül. Az évi középhőmérséklet 10,4°C körül van, a leghidegebb hónap a december -6°C-os átlaghőmérséklettel, a legmelegebb pedig a július 26°C-os átlaghőmérséklettel. Az átlagos éves csapadékmennyiség Čelinac környékén 1000 mm körül van, a legtöbb júliusban és novemberben, a legkevesebb pedig februárban. Évente átlagosan 130 csapadékos nap van. Jelentős éghajlati tényező ezen a területen a szelek előfordulása. Az év során az északkeleti, északi szelek dominálnak, a nyugati, északnyugati szelek viszonylag ritkák.

## Népessége

### A település népessége
| Nemzetiségi csoport | Népesség 1991 | Népesség 2013 |
| ------------------- | ------------- | ------------- |
| Szerb               | 3450          | 4740          |
| Bosnyák             | 1005          | 422           |
| Horvát              | 51            | 21            |
| Jugoszláv           | 234           | 7             |
| Egyéb               | 117           | 66            |
| Összesen            | 4857          | 5256          |

### A község népessége
| Nemzetiségi csoport | Népesség 1991 | Népesség 2013 |
| ------------------- | ------------- | ------------- |
| Szerb               | 16544         | 14874         |
| Bosnyák             | 1446          | 453           |
| Horvát              | 76            | 49            |
| Jugoszláv           | 377           | 12            |
| Egyéb               | 260           | 160           |
| Összesen            | 18713         | 15548         |

## Története

### Őskor és ókor
A község területe már az őskor óta lakott, területén számos őskori és ókori régészeti lelőhely, mintegy tíz illír erőd és sírhalom található. A római kor előtti időkben Bosznia északnyugati részét az illír maezei törzs lakta, mely több kisebb közösségből álló törzsszövetség volt. Szállásterületük lefedte a Vrbastól és mellékfolyóitól, északon a Grmeč-hegységtől a Kozaráig és délkeleten pedig a Vlašićig tertjedő területet. E közösségek területén a Szana és az Orbász folyók, részben az Una és mellékfolyói, valamint keleten a Vrbanja folytak át. A közigazgatási és kultikus központok a dombokon levő településeken helyezkedtek el, ahol a teljes társadalmi és gazdasági élet zajlott. Korábbi kutatások azt mutatják, hogy ezek a központok a folyók feletti domináns magasságokban és a mezők szélein helyezkedtek el. Bár számos erődített település helye ismert, a maezei törzsi szerkezetét nehéz meghatározni, mert írásos adatot még nem találtak. Ősi forrásokból csak két törzsi közösség ismeretes: a sapuates és az aelmatini, de még ezeket is nagyon nehéz lokalizálni. A maezei törzset először az i. e. 6-9. században, a nagy pannóniai-dalmát felkelés, az ún. Baton-felkelés idején említik.
A Vrbanja völgye egy természetföldrajzi egység, amelyet minden oldalról magas hegyek vesznek körül: Jajca és az Orbász völgye felé a Gola Planina (1438 m), északnyugatra a Čemernica (1338 m), északkeletről az Uzlomac (1018 m) és Borja (1077 m), míg délkeletről a Vlašić (1933 m) zárja le. Túlnyomóan dombos és hegyvidéki fekvésű, a fő közlekedési útvonalaktól való távolsága miatt a elzárt Vrbanja-völgy még a római uralom alatt is kitartóan fenntartotta hagyományos építészetét. Kevés olyan település van, amely a római építési módra hasonlítana. Feltételezik, hogy a Vrbanja völgyében található ősi települések a gazdag erdővagyon kiaknázására jöttek létre, de a közelmúltig a fő gazdasági ág az állattenyésztés volt és maradt.

### Középkor
A középkorban az Orbász, az Una és a Száva folyók közötti terület a boszniai állam különálló közigazgatási egységévé szerveződött, Donji Kraji néven, amely (tágabb értelemben) egybeesik a mai Bosanska Krajina nagy részével. Ezen a néven Donji Krajit először 1244-ben említik IV. Béla magyar király oklevelében, „Olfeld” (Alföld) néven. A Hrvatinić nemesi család őse, Hrvatin Stjepanić herceg már 1299-ben a boszniai föld alsó régióinak hercege volt („comes partium provinciarum inferiorum terr Bosnensis”; „comes de inferioribus confiniis Bosne”). Donji Kraji területét Uskoplje, Pliva, Luka, Tribova (Trijebovo), Mel, Lušci, Banjica, Zemunik és Vrbanja zsupákba (plébániák) szervezték, Hrvoje Vukčić Hrvatinić nagyherceg idejében pedig a Szana, Glaž, Orbász és röviden Dubica plébániákkal egészültek ki. Ebben az időszakban Čelinac Vrbanja plébániájának része volt, amelyet először egy 1326-os oklevél említ, amelyben II. István bosnyák bán Banjica és Vrbanja plébániákkal együtt Vukoslav Hrvatinić hercegnek adta Ključ és Kotor várakat. Vrbanja plébánia az azonos nevű folyó, az Orbász fő mellékfolyója körül terült el.
A közeli stupljei és lipljei kolostor mindig is erős kulturális hatást gyakorolt a térségre, ebből a két szakrális létesítményből származnak Čelinac első írásos nyomai is, melyek a 13. századból valók. A töröknek, annak ellenére, hogy Bosznia legnagyobb része már 1463-ban török kézre került, csak 1519, a Vrbanja völgyén való áttörés és a kotori erőd eleste után sikerült meghódítnia ezt a vidéket. A török uralom idején itt találkoztak a Banja Lukából Kotorra és Dubravára vezető után, melyek találkozásánál karavánszeráj létesült. A harmadik katonai felmérés térképe szerint ennek közelében több kis település alakult ki. A Vrbanja és a Jošavka összefolyásánál volt Radoći, kissé délebbre, a Vrbanja mentén Pilane, mely valószínűleg egy itteni fűrészmalomról kapta a nevét. A mai Šamac településrész neve Čelinac Turski volt, míg Čelinac Srpski ettől délnyugatra, a Vrbanja déli partján, nagyjából a mai Miloševo területén állt.

### 1878-tól
A térség 1878-ig tartozott az Oszmán Birodalomhoz, ekkor a berlini kongresszus határozata alapján az Osztrák-Magyar Monarchia része lett. A monarchia szétesésével 1918-ban előbb a Szerb-Horvát-Szlovén Királyság, majd 1929-től a Jugoszláv Királyság része. Az 1929-es törvény értelmében, amikor Bosznia-Hercegovinát négy banovinára, Drinskára, Vrbaskára, Zetskára és Primorskára osztották, a település a Vrbaska banovina része lett, amelynek székhelye Banja Luka volt Jugoszlávia megszállása után a Független Horvát Állam (NDH) része lett. A második világháború után a település a szocialista Jugoszláviához tartozott. A boszniai háború idején a helyi hatóságok az egyéb jól ismert megtorlások mellett további korlátozásokat is bevezettek a bosnyák és horvát vagy nem szerb lakosságra. Ennek következtében a bosnyák lakosság száma a háború előttinek harmadára csökkent. A daytoni békeszerződést követő területfelosztásnál a település Prnjavor község részeként a Szerb Köztársaság területéhez került. 

## Gazdaság
A legnagyobb fejlődési kilátásokkal rendelkező gazdasági ágazat Čelinac községben a mezőgazdaság, különösen a gyümölcstermesztés, az üvegházi termelés és az állattenyésztés területén tapasztalható. Čelinac községben 336 kézműves és vállalkozói üzlet és 241 cég működik. A legtöbb bejegyzett vállalkozással rendelkező tevékenységi kör a nagy- és kiskereskedelem, a feldolgozóipar, a pénzügyi és biztosítási tevékenység, valamint a mező- és erdőgazdálkodás. A természeti erőforrások közé tartoznak az erdők, a mezőgazdasági területek, az ércek és ásványok: mészkő (Stara Dubrava), magnezit (Šnjegotina velika) és mangán (Uzlomac). Az erdővagyon és az elsődleges fafeldolgozók teremtik meg a faipar fejlődésének, és különösen a fatermékek gyártásának feltételeit. A nagy kiterjedésű erdők különböző vadfajoknak adnak élőhelyet, amelyek közül a legjellemzőbbek az őz, a nyúl, a nyest, a róka és a vaddisznó, valamint a különféle rágcsáló- és hüllőkfajták. A legtöbb bejegyzett vállalkozással rendelkező tevékenységi kör a nagy- és kiskereskedelem, a feldolgozóipar, a pénzügyi és biztosítási tevékenység, valamint a mező- és erdőgazdálkodás.

## Kultúra
Az „Ivo Andrić” Nemzeti Könyvtár 1975-ben létesült. A könyvtárban található egy anyanyelvű gyűjtemény, amely többek között a Čelinac környékéhez kapcsolódó összes irodalmi anyagot tartalmazza. Ez a gyűjtemény azért is jelentős, mert a máig ismert írásos és képi alkotások összességét tartalmazza, amelyek Čelinacról és környékéről származnak.

## Oktatás
- A „Miloš Dujić” Általános Iskola 1970-ben épült Szarajevó városának ajándékaként. Többször felújított, jelenleg jó állapotú épület. Ma mintegy 1000 diák jár ebbe az iskolába.

- A „Mladen Stojanović” Általános Iskola a Jošavka negyedben található.

## Sport
- Az FC Čelinac labdarúgóklub 1948-ban alakult Zmajevac néven, egy ideig a Partizan nevet viselte, de munkája 1994-ben a jelenlegi néven újult meg. A Boszniai Szerb Köztársaság 2. ligájában szerepel.

- A „Čelinac” Kosárlabdaklub ifjúsági csapata a Szerb Köztársaság bajnoka lett.

## Nevezetességei
- Szent Gábriel arkangyal tiszteletére szentelt ortodox temploma

- Urunk bemutatása (Sretenja Gospodnjeg) tiszteletére szentelt ortodox temploma 1931-ben épült, 1941-ben az usztasák lerombolták. 1971-ben építették újjá.

- Szent Konstantin császár és Szent Ilona császárné tiszteletére szentelt ortodox temploma

- Központi dzsámi

- Šamac dzsámi

## Fordítás
- Ez a szócikk részben vagy egészben  a(z)   Čelinac című bosnyák Wikipédia-szócikk ezen változatának fordításán alapul.  Az eredeti cikk szerkesztőit annak laptörténete sorolja fel. Ez a jelzés csupán a megfogalmazás eredetét és a szerzői jogokat jelzi, nem szolgál a cikkben szereplő információk forrásmegjelöléseként.